# Eesti Liberaaldemokraatlik Partei
Die Estnische Liberaldemokratische Partei (Eesti Liberaaldemokraatlik Partei – ELDP) war von 1990 bis 1994 eine sozial-liberale Partei in Estland.

## Geschichte
Die ELDP wurde am 9. März 1990 in Tallinn gegründet, noch vor Wiedererlangung der estnischen Unabhängigkeit von der Sowjetunion. Im Oktober desselben Jahres wurde ihr Beobachterstatus in der Liberalen Internationalen verliehen.
Die Partei wurde von dem estnischen Dichter und demokratischen Politiker Paul-Eerik Rummo angeführt. Bei der Parlamentswahlen 1992 erhielt die Partei sechs von insgesamt 101 Sitzen im estnischen Parlament (Riigikogu). Sie war Teil des von Mart Laar geführten Bündnisses Vaterland (Isamaa).
In der von Mart Laar geführten Koalitionsregierung bekleidete Paul-Erik Rummo das Amt des Kultur- und Bildungsministers. Seine Parteifreunde Heiki Kranich, Andres Lipstok und Toomas Vilosius gehörten ebenfalls dem Kabinett an. Im Laufe des Jahres 1993 überwarf sich die Partei allerdings mit Mart Laar und bildete im Oktober eine eigene Parlamentsfraktion.
1994 ging die ELDP in der von Zentralbankpräsident Siim Kallas initiierten Estnischen Reformpartei (Eesti Reformierakond) auf.